# Chrysobothris mescalero
Chrysobothris mescalero es una especie de escarabajo del género Chrysobothris, familia Buprestidae. Fue descrita científicamente por Wellso & Manley en 2007.
Se encuentra en Nuevo México y Texas.